# Herrn Stumpfes Zieh & Zupf Kapelle
 Herrn Stumpfes Zieh & Zupf Kapelle ist eine schwäbische Band, die in Baden-Württemberg und benachbarten Regionen (Bayern, Frankreich, Schweiz) auftritt.
Sie war die „Hausband“ der Mäulesmühle und der SWR-Sendungen „Hannes und der Bürgermeister“, „Laible & Frisch“ und „Freunde in der Mäulesmühle“.

## Werdegang
1991 hatte das Quartett Jürgen Ziegelbauer (Banjo), Stephan Stumpf (Gitarre), Marcel Hafner (Akkordeon) und Benny Jäger (Tuba, Kontrabass) erste öffentliche Auftritte bei der „Tour de Ländle“ in Schwäbisch Gmünd. Während eines Konzerts stieß Manfred „Manne“ Arold zu den „Stumpfes“. Man machte Straßenmusik in Stuttgart und Las Palmas. Beim Silvesterball 1992 des Theaters der Stadt Aalen schloss sich Michael „Flex“ Flechsler der Gruppe an und Jürgen Ziegelbauer verließ die Kapelle. Es folgte Straßenmusik in Bologna und Riccione. 1993 engagierte sich die Gruppe erfolgreich bei der Freilichtaufführung in den Limes-Thermen in Aalen in dem Stück Heimatlos – eine Wirtshausoper in einem Rausch. Roland Schimmel wurde als Manager requiriert und betreut seither die geschäftliche Seite der Band.
1994 folgten Auftritte in der Sendereihe Sprungbrettl des Süddeutschen Rundfunks. Aufgrund eines Kontakts zu Theaterleiter Albin Braig erfolgte die erste Fernseh-Aufzeichnung in dessen Komede-Scheuer Mäulesmühle. Seither existierte eine intensive Zusammenarbeit sowohl bei Fernsehproduktionen als auch bei gemeinsamen Gastspielen. Ab Oktober 1996 hatte die Band ein festes Engagement in der Mäulesmühle. Bis August 1997 wurde dreimal pro Woche das Programm D’r Hannes soll reikomma gespielt. Dies war der allmähliche Übergang in die Professionalität. Im März erfolgte die Produktion der ersten CD: Badenkele ‚n’ Klee und bald darauf die zweite CD Unterwegs im Silberrausch (Live). 1998 schnitt das SWR Fernsehen ein komplettes Konzert mit und sendete ein halbstündiges Bandportrait. 1999 trennte man sich von Stephan Stumpf. Seither spielt die Kapelle zu viert weiter. Die dritte CD Drhoim (Studioproduktion) erschien ebenso wie die vierte CD Frummzig (Studio) im neu gegründeten Label SPION-Music. Bis 2012 hatten die „Stumpfes“ bereits 30.000 CDs verkauft.
Das Konzert in der Seminarturnhalle Nagold im Dezember 2001 wurde vom SWR aufgezeichnet und für die 2003 erschienene DVD verwendet. In der neuen Fernsehsendung „Freunde in der Mäulesmühle“ mit Albin Braig und Karlheinz Hartmann als Moderatoren bildeten die Stumpfes als Hauskapelle einen festen musikalischen Block. 2005 erfolgte die Präsentation der neuen CD „Sei wie Du“. Im Herbst folgte eine Bayern-Tour und im Dezember spielte die Band beim Winterstimmen-Festival in Lörrach zusammen mit Kolleg(inn)en aus dem Elsass und der Schweiz. 2006 nahmen die Stumpfes ihre Fußball-WM-Hymne „Wir haben eine Fahne“ auf, die als Maxi-Single sowie als Beitrag zur CD „Heimspiel“, dem süddeutschen Beitrag zur WM, u. a. mit Fools Garden, Die Kleine Tierschau, Christoph Sonntag und Tango Five, veröffentlicht wurde. Im Frühjahr 2007 folgte die Veröffentlichung der neuen Live-CD/DVD unter dem Titel „Stumpfes Live“. Im Sommer gab es dann einen Auftritt beim SWR-4-Hörerfest im Mannheimer Luisenpark vor ca. 40.000 Besuchern. Kurz vor Weihnachten 2008 erschien die siebte CD „Henderscheviersche“. Die gemeinsame CD mit Albin Braig und Karlheinz Hartmann „Dronda en dr scheena Au“ erschien im November 2009. 2010 gab es ein Tourneeprogramm und Aufzeichnungen für die SWR Fernsehproduktion „Freunde in der Mäulesmühle“ und 2011 erfolgte die Aufnahme der CD „Wohlwär“ im Tonstudio Bauer Ludwigsburg. Es folgten die Alben „Ogottogott“ (2014) und „sehr sogar“ (2017).
Mit ihrem Soloprogramm sind die vier Musiker mit ihren eigenen schwäbischen Texten zu eigenen oder auch „geliehenen“ Liedern rund 80 Mal im Jahr zu Konzerten unterwegs und spielen dabei jeweils vor durchschnittlich 500–800 Zuschauern.
2024 und 2025 absolvieren die Musiker ihre Abschiedstour.

## Hannes und der Bürgermeister
Ab dem Start der Fernsehaufzeichnungen von „Hannes und der Bürgermeister“ war Herrn Stumpfes Zieh & Zupf Kapelle fester Bestandteil der Episoden. Die schwäbischen Mundartmusiker gestalteten die Pausen zwischen den einzelnen Szenen mit musikalischen Stücken auf meist improvisierten Musikinstrumenten, wozu sie Lieder in schwäbischem Dialekt sangen. Sie begleiteten Hannes und den Bürgermeister auch bei deren Auftritten in vielen Städten Baden-Württembergs.

## Radio
Die Band war von 2016 bis 2023 mit ihren Songs Linsengericht und Bemberle jedes Jahr in der SWR1 Baden-Württemberg Hitparade vertreten.

## Diskografie
| CD-Titel                         | Erscheinungsjahr |
| -------------------------------- | ---------------- |
| Badenkele 'n' Klee               | 1997             |
| Unterwegs im Silberrausch (Live) | 1998             |
| Drhoim                           | 2001             |
| Frummzigg                        | 2002             |
| abandasee (Maxi)                 | 2004             |
| Sei wie Du                       | 2005             |
| Wir haben eine Fahne (Maxi)      | 2005             |
| Stumpfes Live                    | 2007             |
| Henderscheviersche               | 2008             |
| Wohlwär                          | 2011             |
| 20 Lieder aus 20 Jahren          | 2011             |
| Ogottogott                       | 2014             |
| sehr sogar                       | 2017             |
| Egalwosnogoht                    | 2024             |

### DVD-Produktionen
| DVD-Titel                    | Erscheinungsjahr |
| ---------------------------- | ---------------- |
| Konzertmitschnitt aus Nagold | 2003             |
| Stumpfes Live                | 2007             |
| 20 Jahre Jubel-Tour Live     | 2014             |